# Március (diáklap)
Március – alcíme szerint "Az erdélyi magyar egyetemi ifjúság szava". A kolozsvári Magyar Diákok Szövetsége (KMDSZ) kiadásában időszakosan megjelenő főiskolás folyóirat. Szerkesztette Derzsi Sándor, Kolosy Márton és Lőrinczi László. Mindössze öt száma ismeretes.

## Lapszámok

### 1. szám
Az 1. szám vezércikke 1942 júniusában Tiszta cél és magyar szív címmel hitvallás a fiatalság népi elhivatottsága mellett. "Hiszünk abban a népben – írják –, amely minket adott és amelynek mi mindent adni akarunk, mert ő a megújulás, a jövő, és akarjuk, hogy úr legyen azon a földön, amelyet megszerzett, megvédett és megdolgozott. Nem jelszóként, hanem valóságként hirdetjük, hogy osztályokat nem ismerünk a magyar társadalomban, hanem csak munkás rendeket, amelyeket a lélek és a tudat fűz össze." A cikk aláírói közt találjuk többek közt Imreh István, Kállay Ernő, Kerekes Jenő, Létay Lajos, Marosi Péter, Parajdi Incze Lajos, Polgár István, Salamon Sándor nevét. A fiatalok ragaszkodnak a hagyományokhoz, hozzátéve, hogy "mindenekelőtt saját magunk példájával kell elől járnunk, és ezért minden hibát magunkban keresünk először. És akkor leszünk méltók önmagunkhoz, ha a legkisebb szálkának sem irgalmazunk, amely a mi szemünkben van. De ezt másoktól is megkívánjuk. Tudjuk, hogy nem vagyunk egyedül ezen az úton, és testvéri kézfogásra nyújtjuk kezünket azok felé, akik velünk együtt akarnak haladni."
Ebben a szellemben idézik a múltból Széchenyi István és Mikó Imre igéit s hivatkoznak Németh László tanítására. Lőrinczi László értekezésének kulcsa: "Az erdélyi ifjú legyen művelt"; Marosi Péter Ki a középosztályból c. alatt az értelmiséggé válást sürgeti; Kállay Ernő a falukutatáshoz köti a helyes önismeretet. A népi irányzatosság jelképei András László fametszetei napszámosokról, homokszedőkről, kapásokról.

### 2. szám
A 2. szám a Március Baráti Kör megbeszéléseiről tudósít, Salamon Sándor megírja Móricz Zsigmond nekrológját s Gellért Sándor az orosz frontról küldi az író halálakor szerzett Mennyországban c. versét. Versekkel jelentkezik Hegyi Endre is.

### 3. szám
A 3. számban Kodály Zoltánt köszöntik, Makkai Endre a népművelés feladatait taglalja, Olosz Egon bemutatja Bene Józsefet mint fiatal festőművészt.

### 4. szám
A 4. számban Gyűjtő Sándor társadalmi közeledést hirdet a munkásság felé, arra hivatkozva, hogy "a munkásság előőrsei feszegetik a szűk bejáratot a magyar társadalomba. Millió lélek áll mögöttük, képességeiben, egyéni értékeiben ismeretlenül." Ugyanitt Imreh István tanulmányt közöl egy székely falu közbirtokosságának gazdasági átalakulásáról.

### 5. szám
Az utolsó, 5. számban 1943 novemberében Közgazdászok Bálványosváralján c. alatt a Kolozsvári Magyar Diákok Szövetsége (KMDSZ) falutanulmányozó munkatáboráról szól, a falu korszerűsítését sürgetve. Major László ugyanekkor egy kalotaszegi kiszállásról számol be, amelynek napjai során a fiatalok egészségügyi adatok gyűjtésével készülnek fel orvosi hivatásukra. Itt találkozunk Cseres Tibor verseivel is.
A Március nem mentes a II. világháború ideológiai hatásaitól, de tudatosan távol tartotta magát akár jobb, akár bal szélsőségektől. 6. számának megjelentetése a bekövetkező német megszállás miatt már lehetetlenné vált.